# Straßenbahn Hagen
Die Straßenbahn Hagen war der Straßenbahnbetrieb der nordrhein-westfälischen Stadt Hagen. Es bestanden auch Verbindungen nach Breckerfeld, Herdecke, Wetter, Ennepetal und Gevelsberg. Sie existierte zwischen 1884 und 1976.

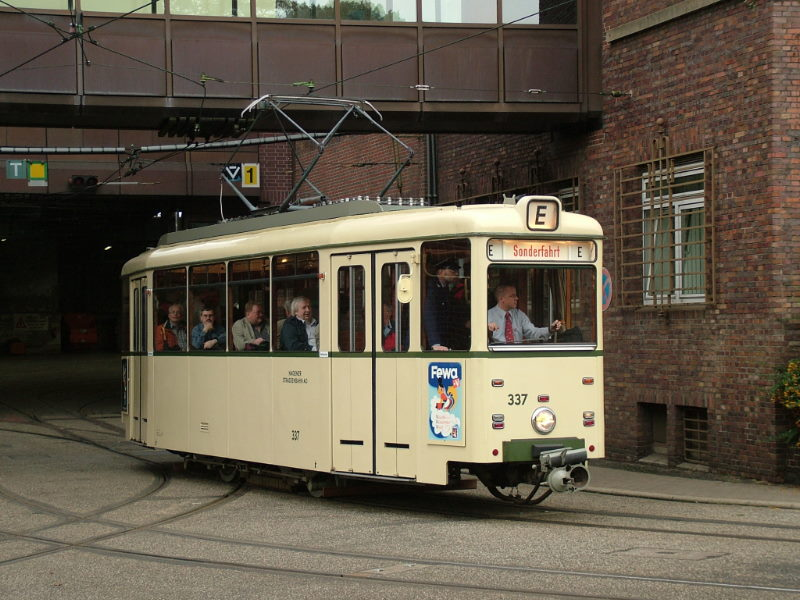
Ein im Bergischen Straßenbahnmuseum erhaltener Hagener Straßenbahnwagen auf Sonderfahrt in Bochum

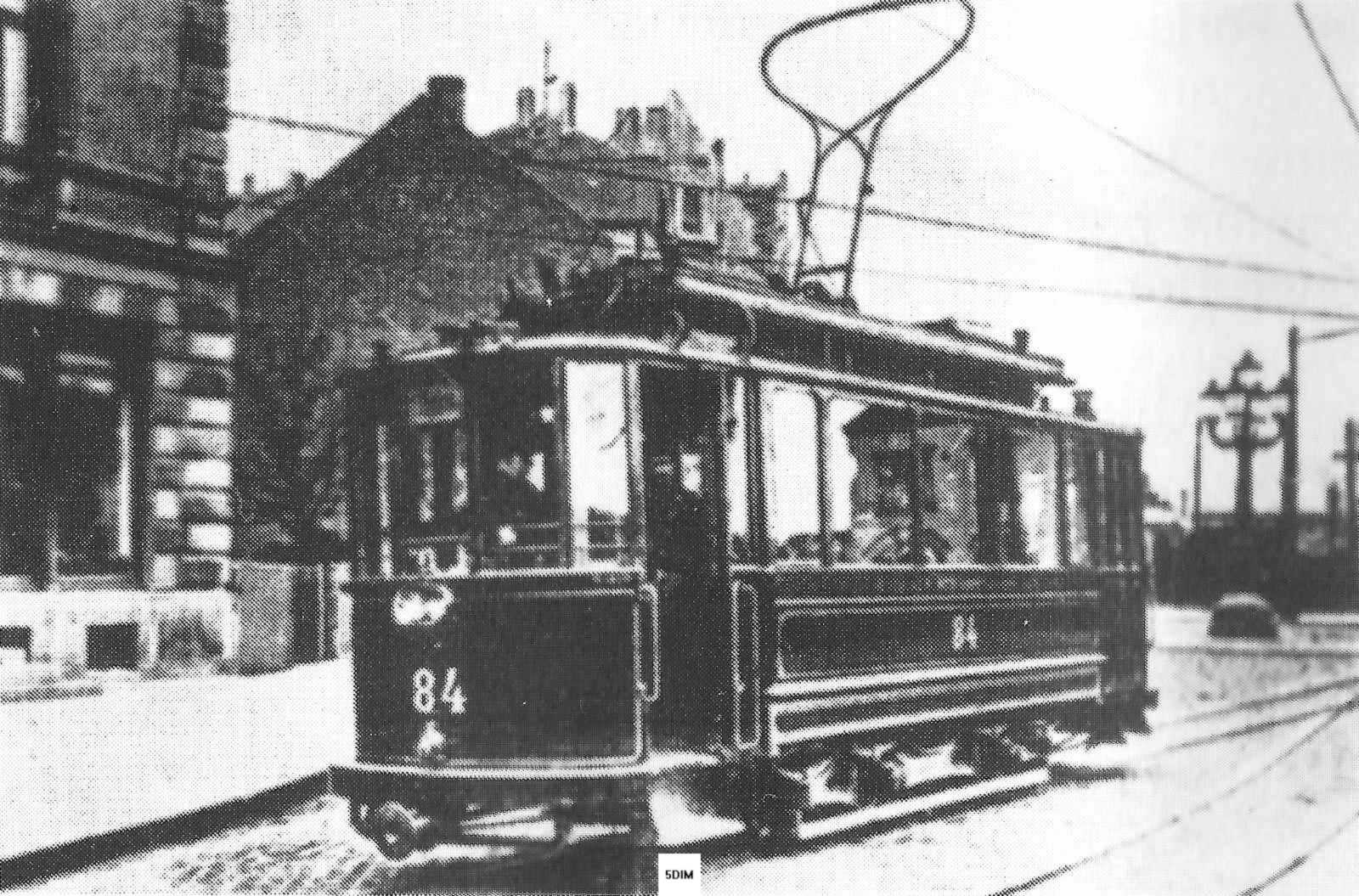
Triebwagen Nr. 84 am Bahnübergang Niederhaspe (1905)

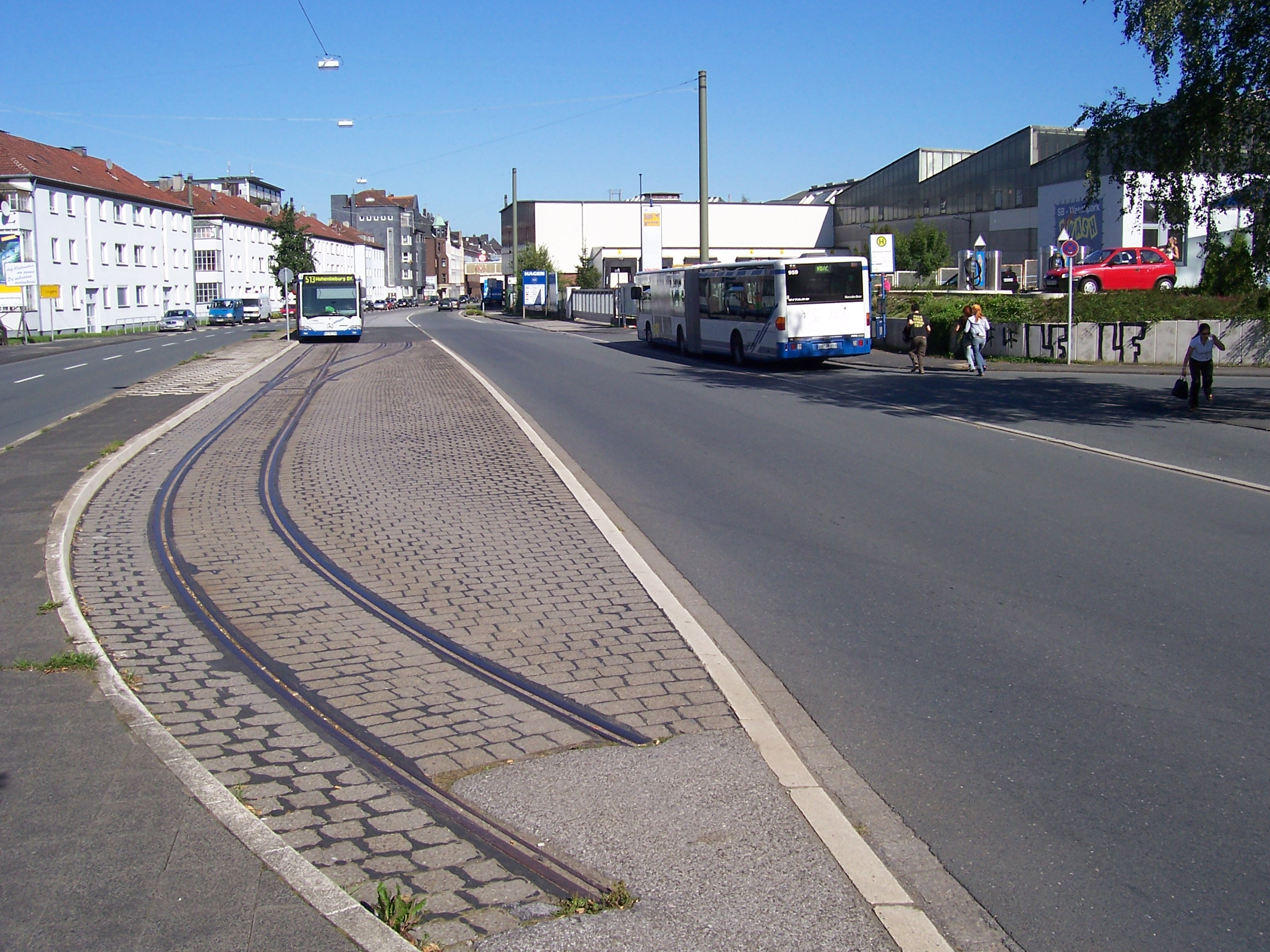
Gleisreste an der Bushaltestelle Westerbauer Schleife (2006)

## Pferdebahn
Am 29. Juli 1884 wurde in der Stadt Hagen die Hagener Straßenbahn-Gesellschaft gegründet, die in der Stadt eine Pferdebahn betreiben wollte. Am 2. August des Jahres ist mit der Stadt ein Vertrag über den Bau und Betrieb einer solchen Bahn geschlossen worden. Nach den Probefahrten am 5. und 6. November ging die Pferdebahn am 13. November 1884 in Betrieb. Die 2.050 Meter lange Bahn führte vom Bahnhof der Bergisch-Märkischen Eisenbahn-Gesellschaft über Schwenke sowie die Elberfelder und die Frankfurter Straße zum Bahnhof Oberhagen. Am 9. Februar 1885 wurde eine Verlängerung von 1.280 m bis Eilpe in Betrieb genommen. Zudem weihte man eine weitere Strecke von Schwenke nach Kückelhausen ein, welche man allerdings bereits nach ein paar Monaten wieder stilllegte. Aufgrund der Bahnübergänge, die Verzögerungen verursachten, und der fehlenden direkten Verbindung zur ersten Strecke wurde sie von den Hagenern nicht angenommen und eingestellt. Da die Ausgaben bald die Einnahmen der Bahn überstiegen, musste die Gesellschaft am 30. Juli 1889 Konkurs anmelden.
Der Konkursverwalter führte die Gesellschaft zunächst auf Kosten der Konkursmasse weiter. In der Zwischenzeit war eine Unterführung unter der Eisenbahnstrecke entstanden und die Strecke nach Kückelhausen hatte auf Kosten der Stadt einen Anschluss erhalten. So wurde der Betrieb auf ihr wieder aufgenommen. 1891 ist die Bahn von der Kölner Firma Hammacher&Co erworben worden. Diese erweiterte die Pferdebahn vom Markt über die Körnerstraße, den Hauptbahnhof und die Wehringhauser Straße bis nach Kückelhausen.

### Eckeseyer Straßenbahn
Die noch selbstständige Gemeinde Eckesey gründete am 8. Juni 1894 eine eigene Straßenbahngesellschaft. Am 7. Juli 1895 eröffnete sie eine 2.550 Meter lange Strecke von Eckesey nach Altenhagen, wo sie an die Hagener Straßenbahn-Gesellschaft anschloss.

## Elektrische Straßenbahn

### Akkubahn
Der Unternehmer Adolph Müller aus Hagen gründete 1888 die Akkumulatorfabrik Hagen AG. Da er für seine Produkte eine Referenzstrecke haben wollte, bot er der Pferdebahn an, kostenlos elektrische Straßenbahnen mit Akkumulatoren zur Verfügung zu stellen. Ab dem 7. Januar 1895 fuhren diese Akkubahnen in der Stadt.

### Oberleitungen
Am 1. Juli 1896 erwarb die Firma Siemens & Halske die Pferdebahn. Man beabsichtigte, die Bahn zu einer elektrischen Straßenbahn auszubauen. Zunächst wurde aber die Pferdebahn am 18. November 1896 von Kückelhausen nach Haspe verlängert. Da die Stadt sich weiterhin gegen die Oberleitungen in der Stadt wehrte, betrieb man weiter Bahnen mit Akkumulatoren. Zusammen mit der Akkumulatorfabrik Hagen AG gründete sie die Hagener Straßenbahn AG. Da die Stadt nur innerhalb des Stadtgebietes keine Oberleitungen haben wollte, wurde auf der am 12. April 1900 eröffneten Strecke von Haspe nach Gevelsberg der Betrieb über Oberleitung aufgenommen.
Am 20. Oktober 1900 wurde die Eckeseyer Straßenbahn von der Hagener Straßenbahn AG erworben.
Am 22. Oktober 1901 gab der Regierungspräsident einen Erlass heraus, der Oberleitungen in der Innenstadt von Hagen zuließ. Einen Widerspruch der Stadt wies das Ministerium für öffentliche Arbeiten am 11. März 1902 ab. Am 20. Dezember 1902 waren die Oberleitungen in der Stadt installiert und die Akkubahn hatte ausgedient.

### Bis zum Ersten Weltkrieg
In den folgenden Jahren wuchs das Streckennetz kontinuierlich.
Am 6. Februar 1906 kaufte die Stadt der Firma Siemens die Aktien der Straßenbahn zu 105 % des Kurswertes ab.

### Erster Weltkrieg
Im Krieg hatte die Gesellschaft wie alle unter dem Personal- und Materialnotstand zu leiden. Zudem schwankten die Fahrgastzahlen in diesem Zeitraum sehr. 1915 beförderte man 9,9 Millionen Personen, 1918 hingegen 18,1 Millionen. Zudem wurde die Bahn zum Transport von Gütern herangezogen. Die 1917 eingeführten Kohlezüge fuhren bis 1923. Einige Wagen waren sogar für die Verwendung sowohl auf der Schiene als auch auf der Straße ausgestattet worden.

### Zwischen den Weltkriegen

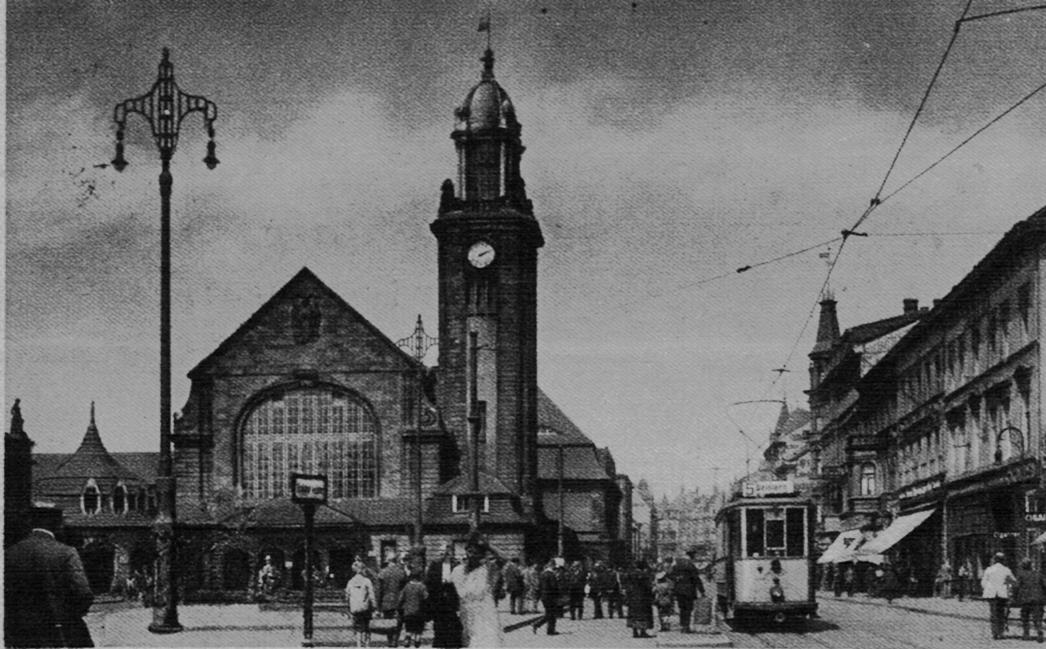
Linie 5 vor dem Hauptbahnhof (1924)

Nach dem Ersten Weltkrieg begann man, das Netz weiter auszubauen. Es wurden folgende Strecken eingeweiht:
1929 war die Hagener Straßenbahn AG im Besitz von insgesamt 54,49 Kilometern Strecke mit 74,05 Kilometern Gleis. Auf diesem Netz befuhr sie 11 Linien.
Wegen wirtschaftlicher Schwierigkeiten musste die „Kleinbahn Voerde-Haspe Ges. m. b. H.“ den Personenverkehr auf der Kleinbahn Haspe–Voerde–Breckerfeld einstellen. 1927 übernahm die hundertprozentige Tochterfirma „Hagener Vorortbahn GmbH“ die Anteile der am Betrieb und Bau der beteiligten Firmen, elektrifizierte die Strecke und betrieb sie fortan. Die Stadt versprach sich davon Einfluss auf die Umlandgemeinden, zumal die Eingemeindung der Stadt Haspe bevorstand. Nach der Eingemeindung 1929 konnte die mit 3 Millionen Mark verschuldete „Hagener Vorortbahn GmbH“ ihre Verbindlichkeiten nicht mehr bedienen und ging nach Konkurs und Liquidation am 29. Mai 1931 direkt in den Besitz der „Hagener Straßenbahn AG“ über, die nun die Defizite mit Überschüssen aus anderen Bereichen decken musste. Die Bahn wurde als Überlandstrecke in das Netz integriert, wobei hauptsächlich die Linie 11 vom Markt nach Breckerfeld fuhr, es gab jedoch auch Fahrplanperioden, in denen die Linie 3 dorthin durchgebunden wurde.

### Zweiter Weltkrieg
Zu Beginn des Zweiten Weltkrieges bestand das Netz, nachdem man es mehrfach umstrukturiert hatte, aus insgesamt 9 Linien.
Zunächst erzwang der Krieg 1942 nur die Einstellung der Strecke in Richtung Wengern. Zwei Bombenangriffe am 1. Januar 1943 und am 15. März 1945 zerstörten jedoch weite Teile des Gleisnetzes. Einzig die Linien in den Vororten blieben bis zum Einmarsch der Amerikaner am 14. April 1945 in Betrieb.

### Bis zur Einstellung der Straßenbahn

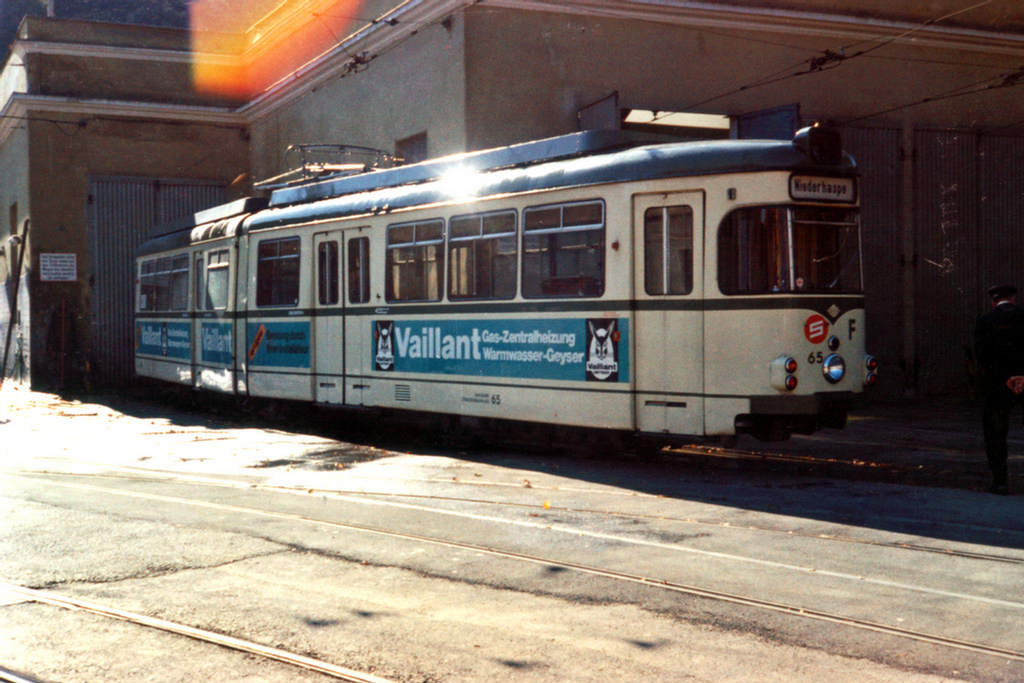
Wagen 65 in Innsbruck, 1976

Bis zum Jahr 1950 konnte das Netz wiederhergestellt werden. Es waren auch schon zahlreiche Neuplanungen in Angriff genommen worden, von denen nur wenige umgesetzt wurden. Stattdessen wurde ab dem 15. August 1949 die Straßenbahn mehr und mehr durch den Omnibus ersetzt. Trotzdem wurden weite Teile des Hauptnetzes modernisiert und am 6. November 1966 in Oberhagen ein neuer Straßenbahnbetriebshof eröffnet. 1971 war das Netz auf sechs Linien in der Stadt geschrumpft. Am 29. Mai 1976 fuhr zwischen Markt und Kabel die letzte Straßenbahn.
Acht sechsachsige Zweirichtungstriebwagen (82–89) wurden nach der Einstellung an die Straßenbahn Innsbruck abgegeben und, zu Achtachsern umgebaut, bis 2009 auf der Stubaitalbahn eingesetzt. Die Sechsachser 70–81 gingen an die Straßenbahn Würzburg und zehn weitere Sechsachser (60–69) sowie alle vierachsigen Großraumwagen (50–59) gelangten zur Straßenbahn Belgrad.

## Chronologische Tabelle der Eröffnungen und Stilllegungen
| Eröffnungen                                                                | Eröffnungen | Eröffnungen                                                                                 |
| -------------------------------------------------------------------------- | --- | ------------------------------------------------------------------------------------------- |
| Eröffnungsdatum                                                            | Strecke | Streckenlänge                                                                               |
| In dieser Tabelle werden die heutigen Namen der Straßen und Orte verwendet | |                                                                                             |
| 13. November 1884                                                          | Bf. der BME (Hbf) – Oberhagen                                                                                        | 2,05 km                                                                                     |
| 9. Februar 1885                                                            | Oberhagen – Eilpe | 1,28 km                                                                                     |
| Frühling 1885                                                              | Schwenke – Kückelhausen                                                                                              |                                                                                             |
| 1. März 1886                                                               | Wiedereröffnung Schwenke – Kückelhausen                                                                              |                                                                                             |
| 14. Mai 1892                                                               | Wiedereröffnung Schwenke – Kückelhausen Bf. der BME – Markt                                                          | 3,25 km                                                                                     |
| 7. Juli 1895                                                               | Bf. der BME – Altenhagen – Eckeseyer Straße/Schwerter Straße Teil der eigenständigen Pferdebahn der Gemeinde Eckesey | 2,55 km                                                                                     |
| 18. November 1896                                                          | Kückelhausen – Haspe                                                                                                 |                                                                                             |
| 12. April 1900                                                             | Haspe – Gevelsberg                                                                                                   | 6,33 km                                                                                     |
| 5. August 1900                                                             | Hohenlimburg – Eppenhausen, Brunnenstraße Strecke der Westfälische Kleinbahnen                                       | 6,07 km                                                                                     |
| 20. Oktober 1900                                                           | Übernahme der Pferdebahn der Gemeinde Eckesey und deren Strecken                                                     |                                                                                             |
| 17. August 1901                                                            | Eilpe – Delstern | 1,6 km                                                                                      |
| 15. Oktober 1901                                                           | Eckesey – Herdecke                                                                                                   | 2,12 km                                                                                     |
| 6. Februar 1902                                                            | Markt – Eppenhausen, Brunnenstraße                                                                                   | 1,28 km                                                                                     |
| 26. November 1902                                                          | Altenhagener Brücke – Loxbaum – Boele – Kabel                                                                        | 6,2 km                                                                                      |
| 1. Mai 1903                                                                | Haspe – Voerde Kleinbahn Haspe–Voerde–Breckerfeld                                                                    | 9,1 km                                                                                      |
| 30. September 1907                                                         | Voerde – Breckerfeld Kleinbahn Haspe–Voerde–Breckerfeld                                                              | 9,29 km                                                                                     |
| 25. Juli 1910                                                              | Delstern – Oberdelstern                                                                                              |                                                                                             |
| 3. August 1911                                                             | Stadtmitte – Gneisenaustraße                                                                                         |                                                                                             |
| 1. Mai 1912                                                                | Übernahme der Strecke nach Hohenlimburg von den Westfälischen Kleinbahnen                                            |                                                                                             |
| 23. September 1912                                                         | Weststraße – Vorhalle Kirche                                                                                         | 1,4 km                                                                                      |
| 5. September 1913                                                          | Emster Straße – Karl-Ernst-Osthaus-Straße                                                                            | 0,83 km                                                                                     |
| 1. November 1913                                                           | Karl-Ernst-Osthaus-Straße – Emst Kirche                                                                              | 0,43 km                                                                                     |
| 22. Mai 1919                                                               | Herdecke – Wetter |                                                                                             |
| 17. Juli 1920                                                              | Wetter – Wengern |                                                                                             |
| 1. Mai 1922                                                                | Schwenke – Franklinstraße                                                                                            | 1,074 km                                                                                    |
| 10. Juni 1924                                                              | Eilpe – Mäckinger Bach                                                                                               | 2,6 km                                                                                      |
| 15. Oktober 1924                                                           | Mäckinger Bach – Selbecke                                                                                            | 2,6 km                                                                                      |
| 11. März 1925                                                              | Oberdelstern – Ambrock                                                                                               | 1,5 km                                                                                      |
| 7. Februar 1927                                                            | Kampstraße – Buschey – Minervastraße                                                                                 | 1,25 km                                                                                     |
| 10. Dezember 1927                                                          | Übernahme der Kleinbahn Haspe-Voerde-Breckerfeld und Eingliederung als Hagener Vorortbahn                            | 18,39 km                                                                                    |
| 13. Mai 1956                                                               | Emst Kirche – Bissingheim, Cunostraße                                                                                | 0,4 km                                                                                      |
| 8. Dezember 1962                                                           | Vorhalle, Weststraße – Vorhalle-West (Gabelpunkt)                                                                    | 0,96 km                                                                                     |
| 28. Mai 1968                                                               | Bissingheim, Cunostraße – Bissingheim, Köhlerweg                                                                     | 0,6 km                                                                                      |
| Einstellungen                                                              | |                                                                                             |
| Stilllegungsdatum                                                          | Strecke | Strecke                                                                                     |
| In dieser Tabelle werden die heutigen Namen der Straßen und Orte verwendet | |                                                                                             |
| 31. Dezember 1885                                                          | Schwenke – Kückelhausen                                                                                              | Schwenke – Kückelhausen                                                                     |
| Sommer 1886                                                                | Wiederstilllegung Schwenke – Kückelhausen                                                                            | Wiederstilllegung Schwenke – Kückelhausen                                                   |
| 15. August 1949                                                            | Herdecke – Wetter – Wengern                                                                                          | Herdecke – Wetter – Wengern                                                                 |
| 26. Juli 1953                                                              | Haspe, Nordstraße – Gevelsberg                                                                                       | Haspe, Nordstraße – Gevelsberg                                                              |
| 9. Oktober 1955                                                            | Kampstraße – Buschey – Minervastraße                                                                                 | Kampstraße – Buschey – Minervastraße                                                        |
| 8. Juli 1956                                                               | Oberdelstern – Ambrock                                                                                               | Oberdelstern – Ambrock                                                                      |
| 6. Dezember 1962                                                           | Vorhalle, Weststraße – Vorhalle Kirche                                                                               | Vorhalle, Weststraße – Vorhalle Kirche                                                      |
| 3. November 1963                                                           | Haspe – Voerde – Breckerfeld Sparkasse – Gneisenaustraße                                                             | Haspe – Voerde – Breckerfeld Sparkasse – Gneisenaustraße                                    |
| 1. März 1964                                                               | Felsenstraße – Selbecke                                                                                              | Felsenstraße – Selbecke                                                                     |
| 6. November 1966                                                           | Eilpe – Felsenstraße                                                                                                 | Eilpe – Felsenstraße                                                                        |
| 15. September 1968                                                         | Herbecker Weg – Hohenlimburg                                                                                         | Herbecker Weg – Hohenlimburg                                                                |
| 25. Mai 1969                                                               | Schwenke – Franklinstraße                                                                                            | Schwenke – Franklinstraße                                                                   |
| 1971                                                                       | Haßleyer Straße – Herbecker Weg                                                                                      | Haßleyer Straße – Herbecker Weg                                                             |
| 25. Mai 1974                                                               | Vorhalle-West – Vorhalle, Weststraße Herdecke – Altenhagener Brücke Eilpe – Oberdelstern                             | Vorhalle-West – Vorhalle, Weststraße Herdecke – Altenhagener Brücke Eilpe – Oberdelstern    |
| 31. Mai 1975                                                               | Haspe, Nordstraße – Schwenke Markt – Haßleyer Straße Emster Straße – Bissingheim, Köhlerweg                          | Haspe, Nordstraße – Schwenke Markt – Haßleyer Straße Emster Straße – Bissingheim, Köhlerweg |
| 29. Mai 1976                                                               | Kabel – Innenstadt – Eilpe                                                                                           | Kabel – Innenstadt – Eilpe                                                                  |

## Aussichten Regionalstadtbahn Hagen
In den 1960er Jahren wurde ein Gutachten von der Stadt Hagen in Auftrag gegeben, die Rentabilität einer Straßenbahn in der Stadt zu überprüfen. Obwohl dieses Gutachten zu Gunsten der Straßenbahn ausfiel, wurde diese 1976 stillgelegt. Seitdem gab es wiederholt Diskussionen um deren Wiedereinführung.
Es gab Bestrebungen, in und um Hagen ein Regionalstadtbahnnetz nach dem Karlsruher Modell einzurichten, d. h. Straßenbahnen gehen an Verknüpfungspunkten auf die Deutsche Bahn über und verbinden so das Stadtzentrum auch mit weiter entfernten Orten. In einem Gutachten von 1997 sind für eine erste Phase die Strecken der heutigen Regionalbahnlinien 52 (von Dortmund über Hagen–nach Lüdenscheid) und 91 (Hagen–Iserlohn, jedoch nicht der Ast nach Siegen) vorgesehen. Aber auch andere Bahnstrecken, unter anderem die derzeit nicht im regulären Fahrgastbetrieb bediente Ennepetalbahn nach Ennepetal waren in dem Gutachten für weitere Phasen berücksichtigt. Das Konzept wurde trotz des verkehrlichen Nutzens aus Kostengründen abgelehnt.
Ein im Januar 2020 von der Stadtverwaltung für den städtischen Ausschuss für Umwelt, Stadtsauberkeit, Sicherheit und Mobilität in Auftrag gegebenes Gutachten ergab im November 2022, dass die Errichtung einer Straßenbahn am geeignetsten dafür ist, die Leistungsfähigkeit des öffentlichen Personennahverkehrs auf den am stärksten ausgelasteten Korridoren zu erhöhen. Auf Grundlage der Ergebnisse des Gutachtens werden mögliche Trassierungsvarianten sowie die allgemeine Eignung eines Straßenbahnnetzes für die topografische Situation der Stadt überprüft, wobei als Alternativoption ein höherwertiges Busnetz in Betracht gezogen wird.